# Smaragd (Markenname)
Smaragd ist eine Marke, die für die höchste Qualitätsstufe von Weinen der Vinea-Wachau-Winzer steht. Der Name stammt nicht vom Edelstein ab, sondern von der Smaragdeidechse, die in den Wachauer Weinbergterrassen häufig zu finden ist und zum Symbol für diesen Wein wurde.
Die Marke wurde erstmals für Weine des Jahrganges 1986 verwendet.
Diese Marke ist markenrechtlich geschützt und darf nur von Mitgliedsbetrieben des Schutzverbandes Vinea Wachau Nobilis Districtus verwendet werden. Die meisten Betriebe der Weinbauregion Wachau sind Mitglieder der Vinea Wachau.

## Qualitätsanforderungen
Diese Weine mit einem Mindestmostgewicht von 18,5 °KMW (92 Öchsle) reifen in einigen Rieden der Wachau. Die Weine werden bis zum natürlichen Gärstillstand vergoren und immer trocken ausgebaut. Weine mit der Bezeichnung Smaragd mit einem Alkoholgehalt ab 12,5 Vol.-% dürfen erst ab 1. Mai des auf die Lese folgenden Jahres verkauft werden. Weine mit mehr als 9 g/l Restzucker sind von der Bezeichnung ausgeschlossen.
Traditionell sortentypisch sind Smaragd-Weine vom Riesling, Veltliner, Neuburger und Gelben Muskateller.
Weine, die mit dieser Marke bezeichnet wurden, mussten bis einschließlich Jahrgang 2005 mit einem mindestens 49 Millimeter langen Naturkorken verschlossen werden. Dies war im Zuge der Korkdiskussion immer öfter ein Stein des Anstoßes und so sind seit Jahrgang 2006 auch Schraubverschlüsse erlaubt.
Smaragd-Weine schließen an die  Federspiel-Kategorie an. In ihrer Kelterung sind sie neben den gesetzlichen Erfordernissen den Kontrollen des Vereins „Vinea Wachau Nobilis Districtus“ unterworfen.
Siehe auch: Steinfeder, Federspiel